# Yarlı
Yarlı är en ort i Azerbajdzjan.   Den ligger i distriktet Cəlilabad Rayonu, i den södra delen av landet, 190 km sydväst om huvudstaden Baku. Yarlı ligger 257 meter över havet och antalet invånare är 8 190.
Terrängen runt Yarlı är kuperad åt sydväst, men åt nordost är den platt. Närmaste större samhälle är Dzhalilabad, 18,0 km öster om Yarlı.
Trakten runt Yarlı består till största delen av jordbruksmark. Runt Yarlı är det ganska tätbefolkat, med 104 invånare per kvadratkilometer.